# Belippo ibadan
Belippo ibadan är en spindelart som beskrevs av Fred R. Wanless 1978. Belippo ibadan ingår i släktet Belippo och familjen hoppspindlar. Inga underarter finns listade.